# Bombom
Bombom é um doce constituído basicamente por um recheio e recoberto por uma camada de chocolate, cupulate  ou glacê. Além desses ingredientes básicos, pode conter outros, desde que não descaracterizem o produto. Podem apresentar diferentes formatos e consistências.

## Ingredientes

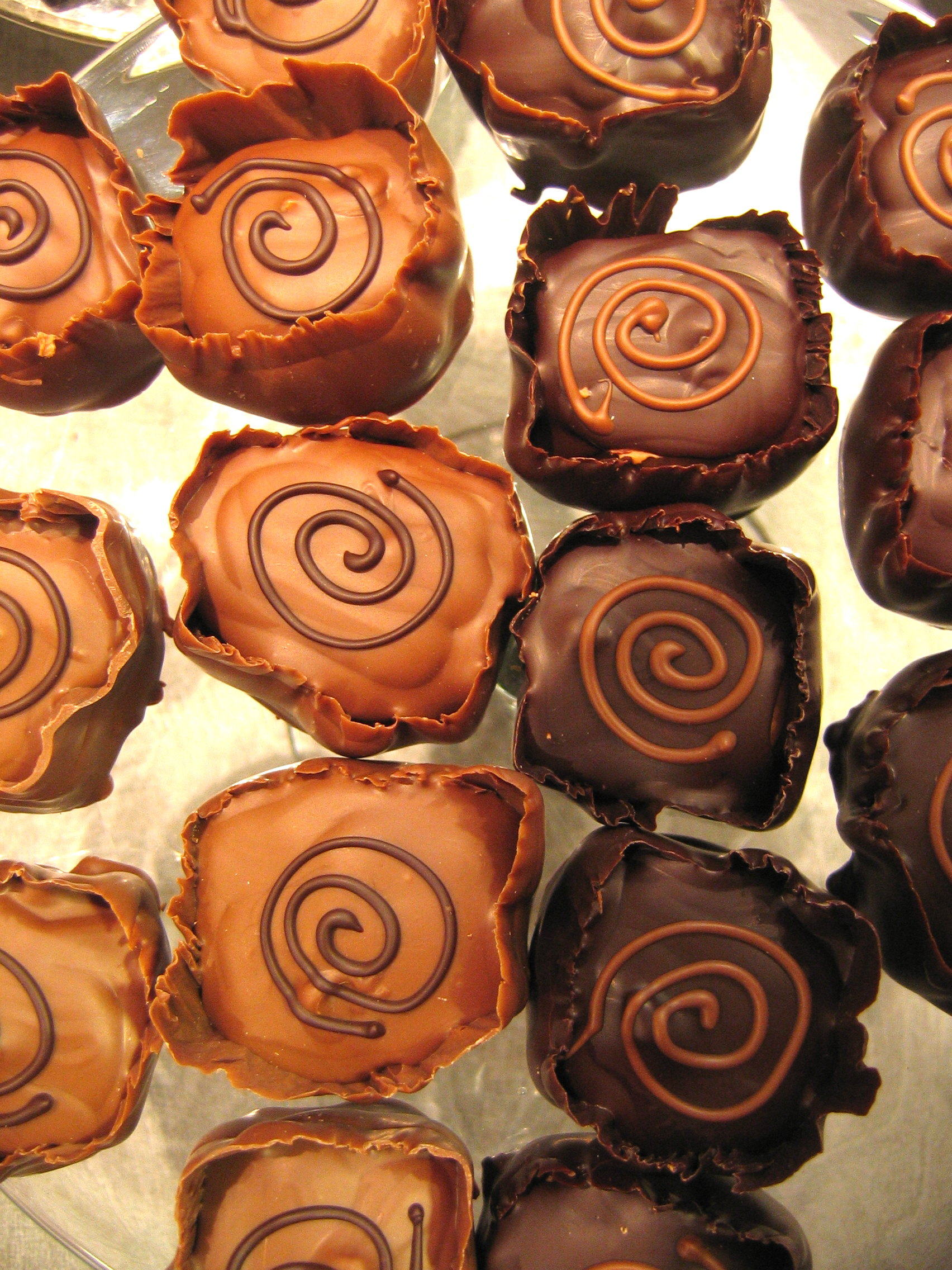
Bombons feitos de diferentes tipos de chocolate

Embora possuam ingredientes em comum, os bombons apresentam variações em sua formulação, como decorrência do desenvolvimento e aprimoramento das fórmulas por diferentes produtores.

O chocolate geralmente utilizado, seja ele branco, ao leite e meio-amargo, é encontrado em barras que podem ser constituídas tanto por chocolates produzidos exclusivamente com manteiga de cacau, como com óleos hidrogenados. Adicionalmente, além do chocolate em si, há uma grande variedade de recheios, que podem ser amendoim, amêndoa, avelã, castanha-do-pará, nozes, castanha de caju, leite, licores, frutas secas, caramelo, biscoito, frutas frescas, frutas cristalizadas, manteiga, nata, etc. Segundo a legislação brasileira, não é permitida a adição de conservantes nos bombons de chocolate, sendo permitido o uso desses em outros tipos de bombons, sem uso de chocolate.

## Tipos de recheios

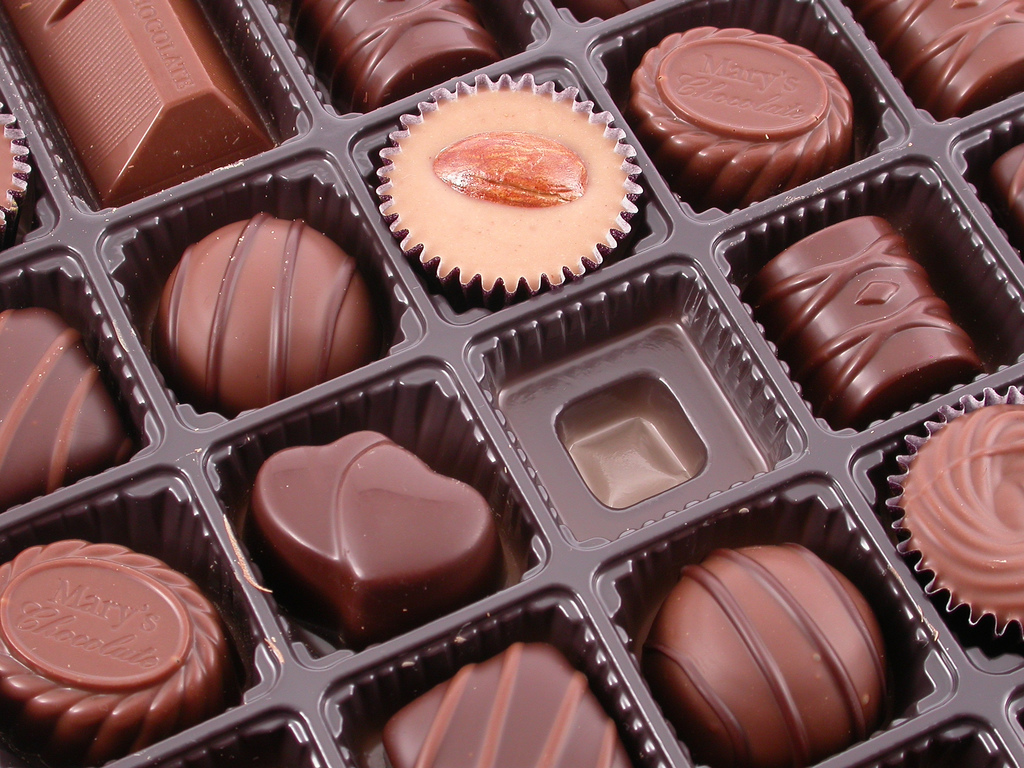
Caixa com diferentes bombons

Os bombons apresentam uma grande variedade de tipos de recheios. Os principais são: "Boiling" (ou fervidos, que incluem o caramelo, ou butterscotch, e o fudge), "Fondants", "Croquant" (ou crocantes"), "Gianduia", "Marzipã", "Pralinê", "Nougat", "Trufas", "Palets" e "Ganache".

## Produção e armazenamento
Sua produção cumpre, em geral, as seguintes etapas: derretimento do chocolate em barra, dosagem, informação, resfriamento (solidificação), desenformação, embalagem e armazenamento. Em relação aos equipamentos necessários, há uma grande variedade destes, como misturadores, tachos e moldes, por exemplo.
A etapa de armazenamento, pelas características intrínsecas do produtos, deve ser protegido de calor, luz e umidade e em locais sem a presença de substâncias ou produtos que longe da luz ou de produtos que exalem cheiro forte, pois o chocolate tem a característica de absorver cheiro externo.